# امامزاده چهل‌تن درجزین
امامزاده چهل‌تن درجزین مربوط به دوره قاجار است و در روستای چهل‌تن درجزین از توابع شهرستان مهدیشهر واقع شده و این اثر در تاریخ ۵ آذر ۱۳۸۰ با شمارهٔ ثبت ۴۴۳۱ به‌عنوان یکی از آثار ملی ایران به ثبت رسیده است.